# Pneumatopteris callosa
Pneumatopteris callosa är en kärrbräkenväxtart som beskrevs av Takenoshin Nakai. Pneumatopteris callosa ingår i släktet Pneumatopteris och familjen Thelypteridaceae. Inga underarter finns listade.